# Estafa (ajedrez)
Una estafa es una táctica de ajedrez mediante la cual un jugador en posición perdedora engaña a su oponente y con ello consigue una victoria o un empate en lugar de la pérdida esperada. También puede referirse de manera más general a obtener una victoria o un empate desde una posición claramente perdedora. Israel Albert Horowitz y Fred Reinfeld distinguen entre "trampas", "trampas" y "estafas". En su terminología, una "trampa" se refiere a una situación en la que los jugadores se equivocan debido a sus propios esfuerzos. En una "trampa", el beneficiario de la trampa juega un papel activo, creando una situación en la que un movimiento plausible del oponente resultará mal. Una "estafa" es una trampa adoptada por un jugador que tiene una partida claramente perdida.  Horowitz y Reinfeld observan que las estafas, "aunque ignoradas en prácticamente todos los libros de ajedrez", "desempeñan un papel enormemente importante en el ajedrez sobre el tablero y deciden el destino de innumerables partidas". 
Aunque "estafar" en el uso general es sinónimo de trampa o fraude, en el ajedrez el término no implica que el estafador haya hecho algo poco ético o antideportivo.  Sin embargo, existe un leve estigma asociado a las estafas, ya que los jugadores sienten que alguien que ha superado a su oponente durante casi todo el juego "tiene derecho 'moralmente' a la victoria"  y, por lo tanto, se considera que una estafa "roba el oponente de una victoria bien merecida". Sin embargo, las mejores estafas pueden ser bastante artísticas y algunas son ampliamente conocidas.
Hay formas en que los jugadores pueden maximizar sus posibilidades de realizar una estafa, incluido jugar activamente y explotar time pressure. Aunque las estafas se pueden efectuar de muchas maneras diferentes, a menudo se ven temas como estancamiento, control perpetuo y ataques de apareamiento sorpresa.
La capacidad de estafar para salir de una posición perdida es una habilidad útil para cualquier jugador de ajedrez y, según Graham Burgess, es "una faceta importante del ajedrez práctico".  Frank Marshall puede ser el único jugador de alto nivel que se hizo conocido como un estafador frecuente. Marshall estaba orgulloso de su reputación de estafador,  y en 1914 escribió un libro titulado Marshall's Chess "Swindles". 

## Estafas destacadas
Frank Marshall, un talentoso tactician  que fue uno de los jugadores más fuertes del mundo a principios del siglo XX, ha sido llamado "el más famoso de los estafadores".  Para Marshall, el término "estafa" "significaba un método particularmente imaginativo de rescatar una posición difícil, si no perdida".  La frase "estafa de Marshall" se acuñó porque Marshall "era famoso por salir de posiciones desesperadas por esos medios". 
Quizás la más célebre de sus muchas "estafas de Marshall" ocurrió en Marshall-Marco, Montecarlo, 1904. Marshall escribió sobre la posición en el diagrama más a la izquierda: "La posición de las blancas se ha vuelto desesperada, ya que el peón b hostil debe coronar ".  Las blancas podrían jugar 45. Txc7+, pero las negras simplemente responderían 45... Rb8, ganando.  Muchos jugadores renunciarían aquí, pero Marshall vio una oportunidad para "una última 'estafa ' .  Continuó 45.c6 ! Ahora las negras podrían haber jugado 45... bxc6!, pero lo desdeñó porque las blancas podrían entonces jugar 46. Txc7+ Rb8 47. Tb7+! Rxb7 48. Cc5+, ganando la torre de las negras y deteniendo temporalmente el avance del peón negro.
Sin embargo, las negras deberían haber jugado esta línea, porque todavía ganan después de 48... Ka7 49. Cxa4: si bien hay muchas formas de ganar desde la posición resultante, la más rápida sería jugar Ad4, atrapando al caballo, y después de 50. Rf3 Ra6 51. Re4 Ka5 52. Rxd4 Rxa4 53. Rc3 Ra3, después de todo, las reinas de peón de las negras.  En cambio, Marco defendió c7 con 45... Ae5 ?, pensando erróneamente que esto pondría fin a los trucos de Marshall. La partida continuó 46.cxb7+ Rb8 (46...Rxb7? 47.Cc5+ gana la torre) 47. Cc5! Ra2+ 48. Rh3 b2 49. Te7! Ka7 (no 49...b1=D ?? 50.Te8+ Ka7 51. Ta8+ Rb6 52.b8=D+, ganando la recién creada dama negra ) 50. Te8 c6 51.Ta8+ Rb6 52. Rxa2! b1=Q (diagrama más a la derecha).
Los recursos de las blancas finalmente parecen haber llegado a su fin, pero ahora Marshall revela su punto profundamente oculto: 53.b8=D+ Axb8 54. Tb2+! Dxb2 55. Ca4+ Rb5 56. Cxb2. Marshall ha capturado el peón negro después de todo, y ahora tiene un peón de ventaja en una posición en la que son las negras quienes luchan por empatar.   Fred Reinfeld e Irving Chernev comentaron: "¡La manera en que Marshall se libera de sus dificultades recuerda a un final de Rinck o Troitsky !" Marshall finalmente ganó el juego después de un nuevo error de las negras. [lower-alpha 1] [lower-alpha 2]
|    |       |    |       |       |       |       |       |    |  |
|    | a8    | b8 | c8 ql | d8    | e8    | f8    | g8    | h8 |  |
| a7 | b7    | c7 | d7    | e7    | f7 rl | g7 pd | h7 kd |    |  |
| a6 | b6    | c6 | d6    | e6    | f6    | g6    | h6    |    |  |
| a5 | b5 pd | c5 | d5    | e5 pd | f5    | g5 qd | h5 pd |    |  |
| a4 | b4 pl | c4 | d4    | e4 pl | f4 nd | g4    | h4 pl |    |  |
| a3 | b3    | c3 | d3    | e3 rd | f3 pl | g3 pl | h3    |    |  |
| a2 | b2    | c2 | d2    | e2    | f2    | g2    | h2 kl |    |  |
| a1 | b1    | c1 | d1    | e1    | f1    | g1    | h1    |    |  |
|    |       |    |       |       |       |       |       |    |  |

|    |       |    |    |       |       |       |       |    |  |
|    | a8    | b8 | c8 | d8    | e8    | f8    | g8 kd | h8 |  |
| a7 | b7    | c7 | d7 | e7    | f7    | g7 rl | h7    |    |  |
| a6 | b6    | c6 | d6 | e6    | f6    | g6    | h6    |    |  |
| a5 | b5 pd | c5 | d5 | e5 pd | f5    | g5    | h5 pd |    |  |
| a4 | b4 pl | c4 | d4 | e4 pl | f4 nd | g4    | h4 pl |    |  |
| a3 | b3    | c3 | d3 | e3    | f3 pl | g3 qd | h3    |    |  |
| a2 | b2    | c2 | d2 | e2 rd | f2    | g2    | h2    |    |  |
| a1 | b1    | c1 | d1 | e1    | f1    | g1    | h1 kl |    |  |
|    |       |    |    |       |       |       |       |    |  |

|    |       |    |       |       |       |       |       |    |  |
|    | a8    | b8 | c8 ql | d8    | e8    | f8    | g8    | h8 |  |
| a7 | b7    | c7 | d7    | e7    | f7 rl | g7 pd | h7 kd |    |  |
| a6 | b6    | c6 | d6    | e6    | f6    | g6    | h6    |    |  |
| a5 | b5 pd | c5 | d5    | e5 pd | f5    | g5 qd | h5 pd |    |  |
| a4 | b4 pl | c4 | d4    | e4 pl | f4 nd | g4    | h4 pl |    |  |
| a3 | b3    | c3 | d3    | e3 rd | f3 pl | g3 pl | h3    |    |  |
| a2 | b2    | c2 | d2    | e2    | f2    | g2    | h2 kl |    |  |
| a1 | b1    | c1 | d1    | e1    | f1    | g1    | h1    |    |  |
|    |       |    |       |       |       |       |       |    |  |

|    |       |    |    |       |       |       |       |    |  |
|    | a8    | b8 | c8 | d8    | e8    | f8    | g8 kd | h8 |  |
| a7 | b7    | c7 | d7 | e7    | f7    | g7 rl | h7    |    |  |
| a6 | b6    | c6 | d6 | e6    | f6    | g6    | h6    |    |  |
| a5 | b5 pd | c5 | d5 | e5 pd | f5    | g5    | h5 pd |    |  |
| a4 | b4 pl | c4 | d4 | e4 pl | f4 nd | g4    | h4 pl |    |  |
| a3 | b3    | c3 | d3 | e3    | f3 pl | g3 qd | h3    |    |  |
| a2 | b2    | c2 | d2 | e2 rd | f2    | g2    | h2    |    |  |
| a1 | b1    | c1 | d1 | e1    | f1    | g1    | h1 kl |    |  |
|    |       |    |    |       |       |       |       |    |  |

La conocida estafa vista en Evans – Reshevsky, Campeonato de Estados Unidos 1963–64, ha sido denominada la "Estafa del siglo". Evans escribió: "Las negras tienen un caballo por delante y pueden ganar lo que quieran. En lugar de rendirse, las blancas ofrecieron una pequeña oración" con 47.h4. (Ver diagrama más a la izquierda.) El juego continuó 47... Te2+ 48. Rh1 Dxg3 ?? Las negras ganan con 48... Dg6! 49. Tf8 De6! 50. Th8+ Rg6, y ahora las negras siguen con una pieza de ventaja tras 51. Dxe6 Cxe6, o fuerzas de mate tras 51.gxf4 Te1+ y 52... Qa2+. Evans concluyó el juego con 49. Dg8+! Rxg8 50. Txg7+! (diagrama de la derecha) ½–½ Los jugadores acordaron empatar, ya que capturar la torre produce un punto muerto, pero por lo demás la torre permanece en la séptima rank y jaque al rey negro ad infinitum. Esta estafa permitió a Evans terminar segundo en el torneo con 7½/11 (detrás de la histórica barrida de 11-0 de Bobby Fischer), mientras que Reshevsky fue relegado a un empate en el cuarto-quinto lugar con 6½/11.  
El gran maestro británico Tony Miles también fue un consumado estafador. (Ver también Bouaziz–Miles a continuación .) Proporcionó un ejemplo sorprendente del uso del juego activo para salvar una posición perdida en Miles– Short, Londres 1980. En la posición más a la izquierda, Miles (blanco) tiene dos peones menos y no tiene forma de salvar a su caballo inmovilizado. Muchos jugadores renunciarían aquí, pero Miles siguió jugando y logró perpetrar "una estafa monstruosa".  ¡Miles jugó 49.b6!, una "última aventura desesperada".  Hartston y Reuben escriben que ahora "49...Txe3 o 49...Dxb6 aumentan las ganancias de las negras sin problemas".  49... axb6 ?! 50. Da4! Un recurso sorprendente; ahora 50... Axe3? 51. ¡Da1+! Ad4 52. Txd4 Db4+ 53. Rc2 "deja a las negras en dificultades repentinas".  50... Tf8 51. Cc2 Ag7 52. Db3 Ac6 53. Td1 De5 54.a7 Aa4? 54... e3! seguido por ... Ae4 aun así ganaría rápidamente.  55. Da3 Tc8 56. Ce3 Da5 57. Tc1! h5 Dándole a su rey una casilla de vuelo, y evitando 57... Qxa7 58. Ab5! Txc1+ 59. Dxc1 amenazando a ambos 60. Dc8+ y 60. Qa3.  58. Ad5! Txc1+? Miles escribe que después del 58... Td8 "Las blancas todavía tienen muchos problemas".  59. Dxc1 Dxa7 60. Dc8+ Rh7 61. Cf5 !! (Ver diagrama de la derecha). Cuatro peones abajo, las blancas ofrecen un sacrificio de pieza. Las blancas ahora amenazan 62. Dg8 #, y 61... gxf5 62. Dxf5+ Rh6 63. Df4+ empata por jaque perpetuo, ya que 63... Kg6?? 64. Axe4 es mate.  61... Ae8! La única forma de continuar el juego. Ahora 62. Dxe8? Da1+ 63. Rc2 Dc3+ 64. Rd1 Dd3+ y 65... Dxd5 gana para las negras.  62. Cxg7! Dd7 63. Dxe8 Dxd5 64. Ce6 Db3+ 65. Rc1 Dc3+ 66. Rd1 Df6 Las negras todavía esperan movilizar sus peones y jugar por la victoria. Sin embargo, Miles ahora fuerza un empate con el sacrificio de otra pieza. 67. Cg5+! Dxg5 De lo contrario 68. Cxe4 empata fácilmente.  68. Df7+ Rh8 69. Df8+ Rh7 ½–½ Las blancas empatan mediante jaque perpetuo.

## Consideraciones prácticas
El Maestro Internacional (MI) Simon Webb en su libro Chess for Tigers identificó cinco "secretos de la estafa": 
(1) Sea objetivo. El primer requisito previo para una estafa es ser lo suficientemente objetivo como para darse cuenta desde el principio de cuándo ha perdido una posición y empezar a jugar para una estafa mientras su posición todavía tiene recursos. Si espera hasta que su situación empeore y se vuelva desesperada, será demasiado tarde. 
(2) No tengas miedo de perder. "Una vez que hayas aceptado que tu posición está perdida, deberías estar en una posición de fortaleza psicológica". Lo peor que puede pasar es que pierdas el juego. La presión recae sobre tu oponente para que gane un "juego ganado", y es tu oponente quien se avergonzará si no puede hacerlo. 
(3) Juega activamente. En una posición perdedora, no puedes esperar pasivamente a que tu oponente te aplaste hasta la muerte. Para tener posibilidades de llevar a cabo una estafa exitosa, es importante tomar la initiative, y esto puede implicar sacrificar uno o dos peones, o incluso la calidad, para activar tus piezas. 
El Gran Maestro (GM) John Nunn añade una advertencia: cuando uno está en una mala posición, uno debe decidir entre dos estrategias, lo que él llama "defence sombría" y "crear confusión".  La "defensa sombría" implica encontrar alguna manera de aguantar, a menudo liquidando hasta el final. "Crear confusión" implica intentar "tomar la iniciativa, incluso a costa de materiales, con la esperanza de provocar complicaciones y hacer que el oponente se equivoque".  Nunn advierte que, "Si decides optar por 'crear confusión', entonces debes presionar el botón de pánico lo suficientemente temprano como para tener una probabilidad razonable de éxito. Sin embargo, debes estar seguro de que tu posición es realmente lo suficientemente mala como para justifican medidas tan drásticas. En mi experiencia, es mucho más común entrar en pánico demasiado pronto que demasiado tarde". 
(4) Utilice el proceso de eliminación. Si tienes la opción de elegir entre varios movimientos posibles y ves victorias forzadas simples contra todos menos uno de esos movimientos, debes jugar el movimiento restante y hacerlo rápidamente. Una vez más, la responsabilidad de encontrar una manera de ganar recae en tu oponente.  El GM Parimarjan Negi observa que "la clave es no perder instantáneamente".
Negi también señala que el posible estafador debe "mantener suficientes opciones en el tablero para que su oponente tenga la oportunidad de ver fantasmas y perder el rumbo. Cuanto más se acerca a ganar, menos quiere trabajar: ¡explote ese estado mental!". 
(5) "Calidad de estrella". Webb utiliza este término para referirse a la actitud del posible estafador frente al tablero de ajedrez. Explica que "si estás a la defensiva, trata de parecer completamente abatido y desinteresado, con la esperanza de que tu oponente se descuide; pero una vez que empieces a poner tus piezas en acción y a complicar la posición, muéstrate lo más confiado posible en un esfuerzo por asustarlo." Además, cuando coloques una trampa, intenta parecer normal o incluso parecer nervioso si estás seguro de que puedes hacerlo sin despertar las sospechas de tu oponente. 
Esta actuación teatral puede llevarse al extremo. El GM Nikolai Krogius escribe que Najdorf, en su partida contra Gligorić en la Olimpiada de Helsinki de 1952, "dejó un peón en prise en apuros de tiempo, y luego desesperadamente se agarró la cabeza y extendió la mano como si quisiera recuperar el peón... .. Gligorić tomó el peón y poco después perdió la partida. Resultó que Najdorf había montado toda la pantomima para mitigar la vigilancia de su oponente. Esto difícilmente puede considerarse ético." 
(6) Los problemas de tiempo son otra consideración señalada por varios autores, incluido el propio Webb. Esto tiene dos aspectos; lo más obvio es aprovechar la presión del tiempo del oponente para perpetrar una estafa. Ali Mortazavi observa que "cuando el reloj corre y el tiempo apremia, lo más probable es que la intuición del jugador le decepcione, y ahí es donde el estafador tendrá su oportunidad".  Escribe: "Es de suma importancia que el estafador se conduzca de la manera apropiada cuando su oponente tiene problemas de tiempo".  Esto incluye reflexionar con calma en lugar de apresurar los movimientos.  El GM Pal Benko señala que es desagradable para el jugador con problemas de tiempo tener que esperar en el tablero, sin atreverse siquiera a levantarse para tomar un trago de agua; Esto también hace que el jugador con problemas de tiempo se impaciente, interfiere con su concentración y puede hacer que confunda sus respuestas planificadas.  Mortazavi también defiende que, en general, se debe evitar jugar los movimientos más obvios (trampas de un solo movimiento, rupturas obvias de peones, jaques, etc.), ya que el jugador con problemas de tiempo probablemente habrá analizado y tendrá respuestas listas para a ellos. 
Sin embargo, tanto Benko como Webb defienden lo que Webb llama la "técnica del bombardeo": analizar una secuencia forzada de movimientos y luego ejecutarlos rápidamente.   Webb explica: "Por ejemplo, si tienes un intercambio obvio de piezas disponibles, no lo juegues inmediatamente, sino que primero decide tu próximo movimiento y luego juega ambos a la vez... El objetivo es atrapar a tu oponente". con un movimiento que no ha considerado. Probablemente habrá considerado los movimientos más sensatos en la posición en el tablero, pero como no sabe cuál va a ser su primer movimiento, no puede preparar respuestas a su segundo o tercer movimiento. El efecto de un segundo movimiento inesperado ejecutado instantáneamente puede ser demoledor, incluso si no es particularmente bueno."  (Tanto Benko como Webb enfatizan que un jugador que tiene una posición ganadora no debe jugar rápidamente cuando su oponente tiene presión de tiempo.   Del mismo modo, el GM Luděk Pachman comenta: "Lo mejor es continuar con el buen plan estratégico, y si uno está en mejor posición, es completamente ilógico pescar en las turbias aguas del apuro de tiempo del oponente". 
El segundo aspecto de los problemas de tiempo es que el jugador que tiene problemas de tiempo puede usarlos para facilitar una estafa. Un ejemplo de esto es Chigorin-Schlechter, citado más adelante, donde los problemas de tiempo de Schlechter llevaron a Chigorin a creer que 44 ... Dc7+! Fue un error garrafal inducido por la presión del tiempo más que una trampa. Mortazavi señala que aunque los jugadores con problemas de tiempo "rara vez realizan los mejores movimientos, sus oponentes también pueden sufrir la emoción del momento y jugar abismalmente".  Krogius señala que un jugador que no está contento con el curso del juego a veces "entra en problemas de tiempo con la idea de explotarlo como una forma de guerra psicológica. Este ... suele tener éxito: el oponente, que espera obtener una victoria rápida durante los apuros de tiempo del otro lado, se entusiasma y pierde el enfoque crítico necesario. ... El resultado es una pérdida de desapego en el control de las emociones, lo que conduce a errores graves y, por tanto, el uso intencionado de los apuros de tiempo a menudo está justificado.  Sin embargo, Krogius advierte que uno debe meterse deliberadamente en apuros de tiempo sólo después de una evaluación detallada de una serie de consideraciones, como la complejidad de la posición, el carácter del oponente y la probabilidad de errores por su parte. 

### Pachman contra Doda, 1965
|       |       |       |       |       |       |       |       |    |  |
|       | a8    | b8 rd | c8 bd | d8    | e8    | f8 rd | g8 kd | h8 |  |
| a7    | b7    | c7    | d7    | e7 qd | f7    | g7    | h7 pd |    |  |
| a6 pd | b6    | c6    | d6 pd | e6    | f6 pd | g6 pd | h6    |    |  |
| a5    | b5    | c5    | d5 pl | e5 nd | f5    | g5    | h5 pl |    |  |
| a4    | b4    | c4 pd | d4 bl | e4 pl | f4 pl | g4    | h4    |    |  |
| a3    | b3    | c3 nl | d3    | e3 rl | f3    | g3 nl | h3    |    |  |
| a2    | b2 pl | c2    | d2    | e2    | f2 ql | g2 pl | h2    |    |  |
| a1    | b1    | c1    | d1    | e1    | f1    | g1 kl | h1    |    |  |
|       |       |       |       |       |       |       |       |    |  |

|       |       |       |       |       |       |       |       |    |  |
|       | a8    | b8 rd | c8 bd | d8    | e8    | f8 rd | g8 kd | h8 |  |
| a7    | b7    | c7    | d7    | e7 qd | f7    | g7    | h7 pd |    |  |
| a6 pd | b6    | c6    | d6 pd | e6    | f6 pd | g6 pd | h6    |    |  |
| a5    | b5    | c5    | d5 pl | e5    | f5 nl | g5    | h5 pl |    |  |
| a4    | b4    | c4 pd | d4 bl | e4 pl | f4 nd | g4    | h4    |    |  |
| a3    | b3    | c3    | d3    | e3 rl | f3    | g3    | h3    |    |  |
| a2    | b2 pl | c2    | d2 ql | e2    | f2    | g2 pl | h2    |    |  |
| a1    | b1    | c1    | d1 nl | e1    | f1    | g1 kl | h1    |    |  |
|       |       |       |       |       |       |       |       |    |  |

Pachman una vez dejó deliberadamente correr una hora en su reloj para usar su propio apuro de tiempo para atraer a su oponente a una estafa. En Pachman-Doda, La Habana 1965, Pachman había sacrificado anteriormente un intercambio por oportunidades de ataque. En la posición más a la izquierda, Pachman acababa de jugar 27. ¿Te1-e3?, a lo que su oponente respondió con 27... Cd7–e5!. Después de ese movimiento, escribe Pachman, "de repente me di cuenta de que mi posición estaba en ruinas".  Las negras amenazan con ganar un segundo cambio con 28... Cg4; desde 28.fxe5 fxe5, amenazando a ambos 29... Txf2 y 29... exd4, es inútil para las blancas, las blancas deben permitir que el caballo penetre hasta d3, donde amenazará los peones b y f de las blancas, dejando a las negras con una posición aplastante.  Pachman consideró dimitir inmediatamente, pero vio la oportunidad de una posible estafa. Dado que las negras podían fácilmente esquivar la estafa, dejándolos con una posición ganadora, era esencial para las negras pensar que el movimiento que introdujo la estafa fue un error garrafal inducido por problemas de tiempo.  Pachman, que disponía de más de una hora para las siguientes 13 jugadas, dejó que su tiempo se redujera a tres minutos, "el mínimo absoluto requerido en caso de que mi oponente cometiera un error".  Pachman luego jugó 28. Dd2, Doda respondió 28... Cd3 y Pachman jugó 29. Cd1 inmediatamente, "¡en mi problema de tiempo creado artificialmente!"  Doda ahora podría haber mantenido una posición ganadora con (por ejemplo) 29... Ag4.  En cambio, miró el reloj de Pachman, no pensó más que 30 segundos y jugó 29... Cxf4?, cayendo en la estafa de Pachman.  Pachman jugó 30. Cf5!, iniciando un fuerte ataque (ver diagrama de la derecha).  Pachman escribe: "El resto de la partida transcurrió a la velocidad del rayo, con mi oponente en ningún momento corto de tiempo pero claramente deprimido por el sacrificio de piezas".  El juego concluyó 30... gxf5 31. Tg3+ Rh8 32. Dxf4 Tb3? (mejor era 32...Dxe4 33.Dd2 f4 34.Tf3 y 35.Txf4, con un fuerte ataque) 33. Cc3 Txb2 34.exf5 a5 35. Ce4 Te2 36. Cxf6 Txf6? (después del mejor 36...Te5 37.Cg4 Txf5 38.Ch6! Tf8 39.Tg5! gana) 37. Dg5 Te1+ 38. Rh2 1–0

### Burden contra Christiansen, 1992
|       |       |       |       |       |       |       |       |       |  |
|       | a8 rd | b8    | c8    | d8    | e8    | f8    | g8    | h8 kd |  |
| a7    | b7    | c7    | d7    | e7    | f7 bl | g7 bd | h7 pd |       |  |
| a6    | b6 pd | c6    | d6 pl | e6    | f6 nd | g6 pd | h6    |       |  |
| a5    | b5    | c5 pd | d5    | e5 pd | f5 pd | g5    | h5    |       |  |
| a4 pd | b4    | c4    | d4    | e4    | f4    | g4    | h4    |       |  |
| a3 pl | b3    | c3    | d3    | e3    | f3    | g3    | h3 ql |       |  |
| a2    | b2 pl | c2 pl | d2    | e2    | f2    | g2 pl | h2 pl |       |  |
| a1    | b1    | c1 kl | d1    | e1    | f1 rl | g1    | h1    |       |  |
|       |       |       |       |       |       |       |       |       |  |

De manera similar, si tienes una posición perdida y logras inducir a tu oponente a jugar rápidamente, maximizas las posibilidades de una estafa. Como explica Benko, "si tienes una posición perdida, también puedes probar el ajedrez rápido; sólo puedes perder una partida una vez. Tal vez tu oponente se ponga nervioso y arruine su ventaja".  El GM Larry Christiansen utilizó con éxito esta estrategia en Burden-Christiansen, Las Vegas 1992 (diagrama a la izquierda). Con una reina por un caballo y un peón contra un oponente con una calificación de aproximadamente 2200 (nivel maestro), ¡logró superar a su oponente y ganar! El maestro nacional Todd Bardwick explica: "Christiansen colgó su dama (!) al principio del medio juego y tenía una posición irremediablemente perdida. Luego se movió rápidamente, esperando atrapar a Jim [Burden] en un juego de ritmo más rápido donde la probabilidad de que Jim "Los errores aumentaron. La idea funcionó ya que el juego se aceleró a un ritmo relámpago en el que Jim terminó cometiendo un error en un juego que nunca habría perdido si se hubiera tomado su tiempo".
El juego continuó: 26... Cg4 27. Rb1 Ch6 28. Ac4 Cg4 29. Dd3 Td8 30.d7 e4 31. Dd6 Ae5 32. De7 32. Dxb6! Txd7 (o 32... Af6 33.h3) 33. De6! Td8 34.h3 gana una pieza. Af6 33. De8+ Rg7 34. Df7+ Rh6 35.h3 Ce3 36. Dxf6 36. Ae6! Txd7 37. De6 37. Tf4! (amenazando Th4#) Cxg2 38. Txf5 (con la intención de Df8+ es aplastante) Td4 38. Te1 Cxg2 Christiansen evidentemente consideró que esto daba mejores oportunidades de estafa que 38... Cxc4 39.c3 Cd2+ 40. Rc2 Td8 (o 40...Cb3 41. Td1!) 41. Dxb6. 39. Tg1 Cf4 40. Dg8 e3 41. Df8+ Rh5 42.h4 42. Dg7! h6 43. ¡Ae2+! compañeros rápidamente. Txc4 43. Df6 Los blancos se aparean con 43. Tg5+! Rxh4 44. Dh6+ Ch5 45. Tg1! Tg4 46. Th1+ Rg3 47. Dxe3+ Rg2 48. Tg1+ Rh2 49. Df2+ Rh3 50. Rh1#. 43. Df7! o 43. Dg8! también es aplastante, amenazando tanto Dxh7# como la torre negra. Rh6 44. Dg5+ 44. Df8+ permite a las blancas transponer las líneas anteriores, pero aún mejor es 44. Tg5! (amenazando Df8#) Ce6 (44...Ch5 permite 45. Txg6+! hxg6 46.Dh8# o 45.Txh5+! Rxh5 46.Dg5#). 45.Txg6+! Rh5 46.Tg5+! Rxh4 47. Dh6#. Rg7 45. De7+ 45.Td1! (amenazando Td7+) Td4 46. Txd4 cxd4 47. Dxf4 gana fácilmente. Rh6 46. Dxe3? 46. Dg5+! Rg7 47.Td1! se transpone a la línea anterior. Re4 47. Df2 Ch3 48. Dd2+ Rh5 49. Te1 Txe1+ 50. Dxe1 f4 51. De7 h6 52. Df6? 52.Df7! Rxh4 53. Dxg6 h5 54. Rc1 f3 55. Rd2 y ahora (a) 55... f2 56. Dg2 zugzwang; (b) 55... Cf4 56. Df5! y si 56... Rg3 57. Dg5+ gana el caballo; (c) 55... Cg5 56. Df5 gana. g5 53.hxg5 hxg5 54. Dxb6 f3 55. Dxc5 Rg4 56. De3 Rg3 57.c4 Rg2 58.c5 f2 59. De4+ Rh2 60. Df3 g4! 61. De2? Las blancas podrían empatar con 61. Dxg4 f1=D+ 62. Rc2 Df2+ 63. Rb1 Df1+ 64. Rc2 Db5 (64...Cf2 65.Df4+ Rg2 66.Dg5+ Rf3 67.Df6+ Re3 68.Dh6+ Rd4 69.Dd6+ Re4 70.Dg6+ Rd5 71.Dd6+ Re4 72.Dg6+ Rf4 73.Dd6+ Re4 empata por repetición de movimientos) sesenta y cinco. Db4. g3 62.c6 g2 63. De5+ Rh1 64.c7 g1=D+ 65. Kc2 f1=Q 66. Rc3 Dc1+ 67. Rb4 Db6+ 68. Rxa4 Dcc6+ 0–1

## Temas recurrentes
Las estafas pueden ocurrir de muchas maneras diferentes, pero, como se ilustra a continuación, a menudo se ven ciertos temas.

### Estancamiento
Una forma clásica de salvar un empate en una posición perdedora es mediante el punto muerto. Casi todos los maestros en algún momento han estropeado una partida ganada al caer en una trampa de punto muerto. El defensor a menudo logra el punto muerto sacrificando todas las piezas móviles restantes, con jaque, de tal manera que deben ser capturadas, dejando al defensor solo con un rey (y a veces también peones y/o piezas) sin movimientos legales.
|       |       |       |       |       |       |    |       |    |  |
|       | a8    | b8 kd | c8    | d8    | e8    | f8 | g8    | h8 |  |
| a7    | b7    | c7    | d7    | e7 qd | f7 pd | g7 | h7    |    |  |
| a6    | b6    | c6    | d6    | e6    | f6 pd | g6 | h6    |    |  |
| a5 kl | b5 pl | c5    | d5    | e5    | f5 pl | g5 | h5 pd |    |  |
| a4 pl | b4    | c4    | d4 ql | e4    | f4    | g4 | h4 pl |    |  |
| a3    | b3    | c3    | d3    | e3    | f3    | g3 | h3    |    |  |
| a2    | b2    | c2    | d2    | e2    | f2    | g2 | h2    |    |  |
| a1    | b1    | c1    | d1    | e1    | f1    | g1 | h1    |    |  |
|       |       |       |       |       |       |    |       |    |  |

En Chigorin – Schlechter, Ostende 1905, (ver diagrama), una partida entre dos de los principales jugadores de la época, una inusual combinación de punto muerto y zugzwang permitió al gran Schlechter rescatar una posición desesperada. Schlechter, en time trouble extremos, jugó 44... Dc7+! Chigorin, pensando que Schlechter había cometido un error, respondió 45. Db6+??, aparentemente forzando el intercambio de reinas. Schlechter 45... ¡Ka8! forzó un empate inmediato: 46. Dxc7 está en punto muerto y 46. Ka6 Dc8+! 47. Ka5 permite empatar con 47... Dc7! ( zugzwang ), cuando las blancas no pueden avanzar, o 47... Dc3+! 48.Ra6 Dc8+! con cheque perpetuo.
|    |    |       |       |       |       |       |       |    |  |
|    | a8 | b8    | c8    | d8    | e8    | f8    | g8    | h8 |  |
| a7 | b7 | c7    | d7    | e7 ql | f7    | g7    | h7    |    |  |
| a6 | b6 | c6    | d6    | e6    | f6    | g6    | h6 kd |    |  |
| a5 | b5 | c5 pl | d5 bl | e5    | f5    | g5    | h5    |    |  |
| a4 | b4 | c4    | d4 qd | e4 pd | f4    | g4    | h4    |    |  |
| a3 | b3 | c3    | d3    | e3    | f3 rd | g3 bl | h3 kl |    |  |
| a2 | b2 | c2    | d2    | e2    | f2    | g2    | h2    |    |  |
| a1 | b1 | c1    | d1    | e1    | f1    | g1    | h1    |    |  |
|    |    |       |       |       |       |       |       |    |  |

|    |    |       |    |       |    |       |       |    |  |
|    | a8 | b8    | c8 | d8    | e8 | f8    | g8    | h8 |  |
| a7 | b7 | c7    | d7 | e7    | f7 | g7    | h7    |    |  |
| a6 | b6 | c6    | d6 | e6    | f6 | g6    | h6 kd |    |  |
| a5 | b5 | c5 pl | d5 | e5 ql | f5 | g5    | h5    |    |  |
| a4 | b4 | c4    | d4 | e4 bl | f4 | g4    | h4    |    |  |
| a3 | b3 | c3    | d3 | e3    | f3 | g3 kl | h3    |    |  |
| a2 | b2 | c2    | d2 | e2    | f2 | g2    | h2    |    |  |
| a1 | b1 | c1    | d1 | e1    | f1 | g1    | h1    |    |  |
|    |    |       |    |       |    |       |       |    |  |

|    |    |       |       |       |       |       |       |    |  |
|    | a8 | b8    | c8    | d8    | e8    | f8    | g8    | h8 |  |
| a7 | b7 | c7    | d7    | e7 ql | f7    | g7    | h7    |    |  |
| a6 | b6 | c6    | d6    | e6    | f6    | g6    | h6 kd |    |  |
| a5 | b5 | c5 pl | d5 bl | e5    | f5    | g5    | h5    |    |  |
| a4 | b4 | c4    | d4 qd | e4 pd | f4    | g4    | h4    |    |  |
| a3 | b3 | c3    | d3    | e3    | f3 rd | g3 bl | h3 kl |    |  |
| a2 | b2 | c2    | d2    | e2    | f2    | g2    | h2    |    |  |
| a1 | b1 | c1    | d1    | e1    | f1    | g1    | h1    |    |  |
|    |    |       |       |       |       |       |       |    |  |

|    |    |       |    |       |    |       |       |    |  |
|    | a8 | b8    | c8 | d8    | e8 | f8    | g8    | h8 |  |
| a7 | b7 | c7    | d7 | e7    | f7 | g7    | h7    |    |  |
| a6 | b6 | c6    | d6 | e6    | f6 | g6    | h6 kd |    |  |
| a5 | b5 | c5 pl | d5 | e5 ql | f5 | g5    | h5    |    |  |
| a4 | b4 | c4    | d4 | e4 bl | f4 | g4    | h4    |    |  |
| a3 | b3 | c3    | d3 | e3    | f3 | g3 kl | h3    |    |  |
| a2 | b2 | c2    | d2 | e2    | f2 | g2    | h2    |    |  |
| a1 | b1 | c1    | d1 | e1    | f1 | g1    | h1    |    |  |
|    |    |       |    |       |    |       |       |    |  |

En Kasparov –McDonald, exhibición simultánea, Gran Bretaña 1986, (diagrama más a la izquierda), el campeón mundial tenía una ventaja ganadora, que podría haber convertido con 54. Dd6+ Rg7 55.c6!  En cambio, jugó 54. Axe4??, permitiendo 54... Txg3+! 55. Rxg3 De5+! ½–½, desde el forzado 56. Dxe5 produce un punto muerto (diagrama del extremo derecho). Tenga en cuenta que 55. Rh4 !? (en lugar de 55.Rxg3), con la fuerte amenaza de 56. Dh7#, se habría respondido con 55... Tg4+! 56. Rxg4 (forzado) Dd7+! 57. Dxd7 con un punto muerto diferente.
Grischuk – Judit Polgár, Biel 2007,    es un ejemplo más complicado de una estafa exitosa en un final basada en una defensa de punto muerto. En el diagrama de la izquierda, Polgar tiene dos peones menos y una posición perdida. En los 60 naturales... Rf5, bloqueando el peón más adelantado de las blancas, las blancas pueden jugar 61. Rf3 siguió con el avance lento de sus peones. En cambio, Polgar jugó Grischuk – Judit Polgár, Biel 2007, es un ejemplo más complicado de una estafa exitosa en un final basada en una defensa de punto muerto. En el diagrama de la izquierda, Polgar tiene dos peones menos y una posición perdida. En los 60 naturales... Rf5, bloqueando el peón más adelantado de las blancas, las blancas pueden jugar 61. Rf3 siguió con el avance lento de sus peones. En cambio, Polgar jugó 60... ¡Rh3! con la esperanza de inducir al atractivo 61. Rf3, cuando las blancas están listas para jugar g4 y hacer avanzar sus peones con el rey negro fuera de juego en h3. Grischuk cayó en la trampa de Polgar y jugó 61. Rf3?. 61.f5! gana. Polgar respondió 61... Cg4!! (diagrama más a la derecha). Ahora 62. Cxg4 daría un punto muerto. Peor aún, las blancas están en zugzwang y no tienen movimientos útiles, por ejemplo 62.f5 Cxe5+; 62. Re2 Rxg3; o 62. Re4 Cf6+! 63. Rf5 Rxg3 64. Rxf6 Rxf4 con empate por insufficient material. El juego continuó 62. Cd3 Ch2+ 63. Re4 Cg4 Dado que las blancas no tienen otra forma de salvar el peón g que no sea repetir la posición con 64. Rf3 Ch2+, las negras mantienen su caballo activamente colocado en lugar de capturar inmediatamente el peón. 64. Ce5 Cf6+! sesenta y cinco. Rf3 Cg4! Repitiendo la posición que ocurrió tras 61...Cg4! Esta vez las blancas intentaron 66. Cc4, pero también sin éxito: 66... Ch2+ 67. Re4 Cf1 68. Ce3 Cxg3+ 69. Re5 Rh2 70. Rd6 Ch5 71.f5 Cg7 72.f6 ½–½ 72... Ce8+ seguido de 73... Cxf6 deja a las blancas incapaces de dar mate a su único caballo.
El popular YouTuber y streamer de ajedrez Eric Rosen se ha ganado la reputación de hacer uso de lo que se conoce con el mismo nombre como la Trampa Rosen en el ajedrez rápido en línea para inducir el punto muerto en las posiciones perdedoras; la más conocida es la clásica trampa de Rosen, donde el bando perdedor coloca una pieza en una casilla a un movimiento de caballo de la esquina (en g6, f7, c7, b6, b3, c2, f2 o g3) y atrae al oponente para que tome la única pieza que le queda con la reina (el rey puede desplazarse en las dos casillas adyacentes tanto a la pieza como a la esquina para realizar movimientos de espera), pero en lugar de recuperar la reina con el rey como podría esperarse, el oponente El bando mueve el rey a la esquina del tablero, lo que resulta en un clásico punto muerto si el bando ganador no mueve la reina ni da jaque mate en el siguiente movimiento. La Trampa Rosen también puede ocurrir con otras piezas o en otras ubicaciones, pero la Trampa Rosen Clásica es la más común, ya que solo involucra un rey + otra pieza contra una reina.
|    |    |       |       |    |       |       |       |    |  |
|    | a8 | b8    | c8    | d8 | e8    | f8    | g8    | h8 |  |
| a7 | b7 | c7    | d7 kd | e7 | f7    | g7 kl | h7    |    |  |
| a6 | b6 | c6    | d6    | e6 | f6    | g6    | h6 rl |    |  |
| a5 | b5 | c5    | d5    | e5 | f5 qd | g5    | h5    |    |  |
| a4 | b4 | c4 pd | d4    | e4 | f4    | g4    | h4    |    |  |
| a3 | b3 | c3    | d3    | e3 | f3    | g3    | h3    |    |  |
| a2 | b2 | c2    | d2    | e2 | f2    | g2    | h2    |    |  |
| a1 | b1 | c1    | d1    | e1 | f1    | g1    | h1    |    |  |
|    |    |       |       |    |       |       |       |    |  |

|    |    |       |    |       |       |       |       |    |  |
|    | a8 | b8    | c8 | d8    | e8    | f8    | g8    | h8 |  |
| a7 | b7 | c7    | d7 | e7    | f7    | g7    | h7    |    |  |
| a6 | b6 | c6    | d6 | e6    | f6    | g6    | h6    |    |  |
| a5 | b5 | c5    | d5 | e5    | f5    | g5    | h5    |    |  |
| a4 | b4 | c4    | d4 | e4    | f4    | g4 pd | h4    |    |  |
| a3 | b3 | c3 kd | d3 | e3    | f3 rd | g3    | h3 pd |    |  |
| a2 | b2 | c2 pd | d2 | e2 kl | f2    | g2    | h2 pl |    |  |
| a1 | b1 | c1    | d1 | e1    | f1    | g1 bl | h1    |    |  |
|    |    |       |    |       |       |       |       |    |  |

Mientras que en el ajedrez over-the-board tal trampa probablemente no sería efectiva dada la naturaleza obvia del punto muerto resultante, en el ajedrez rápido en línea el bando ganador a menudo prefiere una continuación con el rey toma la dama para ahorrar tiempo, cayendo así en la trampa.. Por esta razón, la Trampa de Rosen puede ser un eficaz recurso de dibujo en finales de ajedrez rápido online. 
Para obtener más ejemplos de estafas basadas en punto muerto, consulte Punto muerto; Desperado (ajedrez); Congdon-Delmar, Nueva York 1880; Post- Nimzowitsch, Barmen Masters 1905; Schlechter –Wolf, Núremberg 1906; Znosko-Borovsky – Salwe, Ostende B 1907; Walter–Nagy, Győr 1924; Janowski – Grünfeld, Marienbad 1925; Heinicke– Rellstab, Campeonato de Alemania 1939; Bernstein – Smyslov, Groninga 1946; Horowitz –Pavey, Campeonato de Estados Unidos 1951; Fichtl-F. Blatny, Checoslovaquia 1956; Portisch –Lengyel, Málaga 1964; Matulović – Suttles, Interzonal de Palma de Mallorca 1970; Fuller – Basin, Abierto de Michigan 1992; Boyd-Glimbrant, Alicante 1992; y Pein- de Firmian, Bermuda 1995.

### Débil fila trasera
El gran maestro Andrew Soltis considera que la estafa de St. Amant en St. Amant – Staunton, novena partida, 1843, es la más grande jamás perpetrada en la historia de los partidos. En la posición diagramada en el extremo izquierdo, las blancas parecen estar perdiendo una pieza. Su reina está bajo ataque, y si 32. De4 (para salvar su alfil en d3), las negras juegan 32... Cg5 33. Dg2 (por ejemplo) Txd3 y gana. ¡¡St. Amant produjo 32.b5!!, que Staunton llamó "un recurso desesperado pero magistral". GH Diggle se refirió a ello, con la misma precisión, como "un movimiento que parece tan irrelevante que todo el mundo debe haber pensado por un momento que era simplemente una forma petulante de dimitir". Aunque no debería haber salvado la partida, la jugada de hecho tiene tres puntos: (1) ataca al alfil de las negras; (2) después de 32... Txd4 33.exd4 (amenazando a un compañero de última fila y descubriendo un ataque a la dama negra), impide que el alfil proteja la casilla e8; y (3) después de 32... Txd4 33.exd4, evita que la dama defienda e8 con 33... Dc6. No obstante, las negras podrían haber ganado con (a) 32... Ad1! (amenazando 33...Axe2+) 33. Txd1 Txd4 34.exd4 Dh5 35. Ae3 Df3+ 36. Re1 Te8 37. Rd2 Cf2 (Ossip Bernstein) o (b) 32... Txd4 33.exd4 g5! 34.fxg6 Dh5!, cuando las negras evitan el mate y amenazan con 35... Df3+ y mate en el siguiente movimiento. En cambio, Staunton jugó 32... Dh5? inmediatamente. Después de 33.g4! de St. Amant!, debería haber jugado 33... Dh4 34. Dxa4 Txd3. Pero destrozado al darse cuenta de que había desperdiciado una victoria, Staunton volvió a cometer un error con 33... Txd4?? 34.exd4! f6 35.gxh5 y las negras dimitieron. Las dos líneas ganadoras para las negras son lo suficientemente difíciles como para que Staunton, al anotar la partida 16 años después en su Chess Player's Companion, no mencionara ninguna de ellas, recomendando en cambio una línea que condujera a un probable empate por jaque perpetuo. 
Este sorprendente revés tuvo un gran impacto en el partido. Staunton había ganado siete y empatado uno de los primeros ocho juegos, y creía que St. Amant habría renunciado al partido si hubiera perdido. En cambio, St. Amant pudo continuar el partido durante tres semanas más, ganando otros cinco juegos, antes de sucumbir finalmente.
Las amenazas de mate a lo largo de la última fila del oponente a menudo permiten estafar. Se ve un ejemplo en Rhine-Nagle, US Masters 1997 (posición más a la izquierda). Las negras, con un peón de ventaja y el rey blanco en peligro, deciden que es hora de acabar con las blancas, olvidando que incluso una posición perdedora puede tener recursos defensivos. Negro continuó 26... Tg5 27. Rhg1 Ra2?? Un movimiento que parece poderoso, amenaza mate en dos, pero que en realidad pierde por la fuerza. Las negras podrían haber mantenido una posición ganadora con (por ejemplo) 27... Df4+ 28.g3 Df2+ 29. Tg2 Df7, o 28. Rh1? Tg3 29. Dd1 Taa3 (amenazando Txh3+) 30. Df1 Dh4 (renovando la amenaza) 31. Rh2 g6! ( 31...Ra2 32.Df5! es más débil) y ahora las negras ganan después de 32. Ta1 Dxb4; 32. Tb2 Tgd3; o 32. Tc1? Ta2! (amenazando mate en h3) 33. Rh1 Taxg2! 28.d6+ Rh8 La única jugada razonable. Las blancas ganan después de 28... Df7 29.dxc7! Ra8 30. Rgd1! Dxb3 31. Td8+ Rf7 32. Txb3 o 28... Rf8 29. Rbf1! Txg2+ 30. Txg2 Dxf1 31. Dxa2. 29. Dxa2!! Dxa2 30.dxc7! (diagrama de la derecha) Invirtiendo las tornas: las negras, aunque tienen una dama por delante de una torre, de repente se ven indefensas contra el peón pasado de las blancas en la séptima fila. 30... Qc2 30... Da8 31. Tbd1 Tf5 32. Td8+ Tf8 33. Rgd1 y 30... Dg8 31. Tgd1 Tf5 32. Td8 Tf8 33. Tbd1, también ganan las blancas. 31. Ra1! La amenaza de un compañero en la última fila decide el juego. 31. Rbc1? Txg2+! 32. Txg2 Dxc1 33.Ta2! Df4+ 34. Rg2 Dg5+ permitiría a las negras empatar mediante jaque perpetuo. 31... h6 Si 31... Dxc7, 32. Ta8+ y mate siguiente movimiento. El partido concluyó: 32. Ta8+ Rh7 33.c8=D De4 34. Dg8+ Rg6 35. Rf8 1-0. 

En De Firmian – Shirazi, Campeonato de Estados Unidos 1986, (diagrama más a la izquierda), el GM de Firmian está tres peones por delante, normalmente una ventaja material fácil de ganar a este nivel. IM Shirazi jugó 27... Dg6! atacando la torre de las blancas e invitando a las blancas a tomar otro peón. El GM Robert Byrne, comentando la partida en The New York Times, señaló que De Firmian podría haber consolidado su gran ventaja material con 28. Tb2! Re8 29. Ad2! (29.Ae3? Txe3! 30.fxe3 Dg3! obliga a las blancas a tomar jaque perpetuo con 31.De8+ Rh7 32.Dh5+ Rg8 33.De8+). En cambio, mordió el anzuelo con 28. Txb5?? Txf2 Ahora las negras amenazan 29... Tf1#, y las blancas pierden su dama después de 29. Rg1 Ah2+! o 29. Ae3 Tf1+ 30. Ag1 Txg1+! 31. Rxg1 Ah2+. Las blancas intentaron 29. Da8+ Tf8 30. Tg5 (diagrama más a la derecha), pero ahora 30... De4!, el "maravilloso machacador Marshall", acabó el partido, desde el 31. Dxe4 permite 31... Rf1#.
En Zukertort – Steinitz, Londres 1883, el futuro campeón mundial, jugando con negras, tuvo una partida difícil, posiblemente perdida, con calidad de exchange, con su rey centralizado sujeto al ataque de la dama y dos torres blancas. Jugó 27... Dd4+! (llevando al rey blanco a la esquina) 28. Rh1 Txf4! Las blancas no pueden capturar la torre debido al mate de última fila con Dd1. Podría mantener una gran ventaja con 29. Tg1!, cuando 29... Dxb2 se enfrentaría con 30. Th8 Cf6 31. Te1+ Ce4 (o 31...Te4 32.Te8!+ Cxe8 33.Txe4+ y 34.Dxe8) 32.g3 Dc3 33. Txe4+ Txe4 34. De8+ Rf6 35. Dxe4 y gana. Sin embargo, 28... Tf4 también parece ofrecer a las blancas la oportunidad de recuperar un peón o exponer al rey negro con 29. Te1+ y ahora (a) 29... Ce5 permite 30. Dxb7+; (b) 29... Te4 permite 30. Txe4+ Dxe4 31. Dxa7 De1+ 32. Qg1; y (c) 29... Rf6? permite 30. Dh8+, forzando 30... Rf5 o 30... Kg5. Atraídas por esta posibilidad, las blancas jugaron 29. ¿Te1+? Te4 30. Txe4+?? 30...Dxe4 31. Qxa7 (diagrama más a la derecha). Sin embargo, Steinitz cerró la puerta de golpe con 31... b6! cuando la única forma en que las blancas podrían haber detenido al compañero de la última fila era entregando su torre (por ejemplo, 32.Te3 Dxe3 33.h3), dejándolo con un caballo menos. Zukertort dimitió.

### cheque perpetuo
|       |       |       |       |       |       |       |       |       |  |
|       | a8    | b8 rd | c8    | d8 qd | e8    | f8    | g8    | h8 kd |  |
| a7    | b7    | c7 rl | d7 nd | e7    | f7    | g7 pd | h7 pd |       |  |
| a6    | b6 pd | c6    | d6    | e6 rl | f6    | g6    | h6    |       |  |
| a5    | b5    | c5    | d5    | e5    | f5    | g5 rd | h5    |       |  |
| a4    | b4 pl | c4    | d4    | e4 ql | f4    | g4    | h4    |       |  |
| a3 pl | b3    | c3    | d3    | e3 pl | f3    | g3    | h3    |       |  |
| a2    | b2 bl | c2    | d2    | e2    | f2 pl | g2 pl | h2    |       |  |
| a1    | b1    | c1    | d1    | e1    | f1    | g1 kl | h1    |       |  |
|       |       |       |       |       |       |       |       |       |  |

El empate por jaque perpetuo es otra forma frecuente de estafar un empate desde una posición perdida. La posición de la izquierda es de Ivanchuk –Moiseenko, Campeonato Ruso por Equipos, Sochi 2005. Las negras tienen dos peones menos contra el sexto jugador mejor valorado del mundo. Peor aún, las piezas de Ivanchuk dominan el tablero. El MI Malcolm Pein señala que después de casi cualquier movimiento sensato, por ejemplo 30. Dc2, las negras estarían completamente perdidas. Las blancas entonces amenazarían 31. Td6 fijando el caballo a la dama, y ninguno de los dos 30... Cf6 31. Axf6 gxf6 32. Dxh7# ni 30... Cc5 31. Ree7 es una respuesta adecuada. 30. Dc2 también protegería contra un posible... Dd1+, cuyo significado se hace evidente tras ver la continuación de la partida.
Moiseenko cumplió los 30 de Ivanchuk. Tb7?? con 30... Cf8!! Esto no sólo amenaza a 31... Cxe6, pero también permite a las negras enfrentarse a 31. Txb8 con 31... Dd1+ 32. Rh2 Dh5+ 33. Rg1 Dd1+, empate por jaque perpetuo. El jaque perpetuo se basa en la débil última fila de las blancas combinada con su posición de rey ligeramente comprometida (sin peón h). Tenga en cuenta cómo las piezas que están bien colocadas con fines de ataque pueden estar fuera de lugar con fines defensivos. La torre blanca en e6 estaba bien situada cuando las blancas tenían la iniciativa, pero no sirve para detener el jaque perpetuo amenazado. (De manera similar, en Rhine-Nagle, la torre de las negras en g5 era una excelente pieza de ataque, pero no estaba bien situada para defender la última fila de las negras o detener el peón c pasado de las blancas).
Las blancas intentaron 31. Th6, pero no pudo evitar el perpetuo: 31... Txb7 32. Dxb7 Dd1+ 33. Rh2 Th5+ 34. Txh5 34. ¿¡Rg3!? (con la esperanza de 34...Txh6?? 35.Dxg7#) se enfrenta a 34... Tg5+! y las blancas deben repetir movimientos con 35. ¡Rh2! Rh5+, desde 35. Rh3?? Dh1#; 35. Rh4?? Dg4#; y 35. Rf4?? Dg4# todos se aparean. 34... Dxh5+ 35. Rg3 Dg5+ 36. Rf3 Df5+ ½–½ ya que las blancas no pueden escapar del jaque perpetuo.
|       |       |       |    |    |    |    |    |    |  |
|       | a8    | b8    | c8 | d8 | e8 | f8 | g8 | h8 |  |
| a7 pl | b7 pl | c7    | d7 | e7 | f7 | g7 | h7 |    |  |
| a6 rd | b6    | c6    | d6 | e6 | f6 | g6 | h6 |    |  |
| a5    | b5    | c5    | d5 | e5 | f5 | g5 | h5 |    |  |
| a4    | b4    | c4    | d4 | e4 | f4 | g4 | h4 |    |  |
| a3    | b3    | c3 kd | d3 | e3 | f3 | g3 | h3 |    |  |
| a2    | b2    | c2    | d2 | e2 | f2 | g2 | h2 |    |  |
| a1    | b1 kl | c1    | d1 | e1 | f1 | g1 | h1 |    |  |
|       |       |       |    |    |    |    |    |    |  |

A veces el jaque perpetuo puede incluso salvar el empate en un final muy simplificado. En Keres – Eliskases, Noordwijk 1938 (ver diagrama), las negras parecen estar en una situación desesperada: pueden ganar cualquiera de los peones de las blancas, pero luego el otro coronará, dejando a las blancas con una victoria teórica en el final de dama contra torre.. Sin embargo, los jugadores acordaron el empate al 56... Tb6+! 57. Rc1 Th6! Debido a los continuos jaques y amenazas de mate de la torre negra, las blancas nunca tendrán tiempo de coronar ninguno de los peones. Por ejemplo, 58. Rd1 Rd3 59. Re1 Re3 60. Rf1 Rf3 61. Rg1 Tg6+! 62. Rh2 Th6+! 63. Rg1 Tg6+ 64. Rf1 Th6! sesenta y cinco. Re1 Re3 66. Rd1 Rd3 67. Rc1 Rc3 68. Rb1 y ahora las negras incluso pueden elegir entre tablas: (a) 68... Tb6+ 69. Ka2 Ta6+! o (b) 68... Th1+ 69. Ka2 Th2+ 70. Ka3 Th1! 71. Ka4 Rc4 72. Ka5 Rc5 73. Ka4 (forzado) Rc4, etc.

A veces el jaque perpetuo puede incluso salvar el empate en un final muy simplificado. En Keres – Eliskases, Noordwijk 1938  (ver diagrama), las negras parecen estar en una situación desesperada: pueden ganar cualquiera de los peones de las blancas, pero luego el otro coronará, dejando a las blancas con una victoria teórica en el final de dama contra torre.. Sin embargo, los jugadores acordaron el empate al 56... Tb6+! 57. Rc1 Th6! Debido a los continuos jaques y amenazas de mate de la torre negra, las blancas nunca tendrán tiempo de coronar ninguno de los peones. Por ejemplo, 58. Rd1 Rd3 59. Re1 Re3 60. Rf1 Rf3 61. Rg1 Tg6+! 62. Rh2 Th6+! 63. Rg1 Tg6+ 64. Rf1 Th6! sesenta y cinco. Re1 Re3 66. Rd1 Rd3 67. Rc1 Rc3 68. Rb1 y ahora las negras incluso pueden elegir entre tablas: (a) 68... Tb6+ 69. Ka2 Ta6+! o (b) 68... Th1+ 69. Ka2 Th2+ 70. Ka3 Th1! 71. Ka4 Rc4 72. Ka5 Rc5 73. Ka4 (forzado) Rc4, etc.

### Ataque de apareamiento sorpresa
|       |       |       |       |       |       |       |       |       |  |
|       | a8 qd | b8    | c8    | d8    | e8 rd | f8    | g8    | h8 kd |  |
| a7    | b7    | c7 ql | d7 rl | e7    | f7    | g7    | h7 nd |       |  |
| a6 pd | b6 pd | c6    | d6    | e6 pd | f6 pd | g6    | h6    |       |  |
| a5    | b5    | c5    | d5    | e5    | f5    | g5    | h5    |       |  |
| a4 pl | b4    | c4 pl | d4    | e4    | f4    | g4    | h4    |       |  |
| a3    | b3 pl | c3    | d3    | e3    | f3    | g3 nl | h3    |       |  |
| a2    | b2    | c2    | d2    | e2    | f2    | g2 nd | h2    |       |  |
| a1    | b1    | c1    | d1    | e1    | f1    | g1 kl | h1    |       |  |
|       |       |       |       |       |       |       |       |       |  |

|       |       |       |       |       |       |       |    |       |  |
|       | a8 qd | b8    | c8    | d8    | e8 rd | f8 nd | g8 | h8 kd |  |
| a7    | b7    | c7 ql | d7 rl | e7    | f7    | g7    | h7 |       |  |
| a6 pd | b6 pd | c6    | d6    | e6 pd | f6 pd | g6    | h6 |       |  |
| a5    | b5    | c5    | d5    | e5    | f5 nl | g5    | h5 |       |  |
| a4 pl | b4    | c4 pl | d4    | e4    | f4    | g4    | h4 |       |  |
| a3    | b3 pl | c3    | d3    | e3    | f3    | g3    | h3 |       |  |
| a2    | b2    | c2    | d2    | e2    | f2    | g2 nd | h2 |       |  |
| a1    | b1    | c1    | d1    | e1    | f1    | g1 kl | h1 |       |  |
|       |       |       |       |       |       |       |    |       |  |

Un ataque de mate sorpresa es otra forma de estafar una victoria o empatar desde una posición perdida. En Karpov – Csom, Bad Lauterberg 1977, (diagrama más a la izquierda), el GM Csom ha superado ampliamente al actual campeón mundial, y tiene caballo y peón por delante con una posición completamente ganadora. Último movimiento de Karpov, 49. Td1–d7, parece ser un último suspiro antes de rendirse. Csom jugó el sólido 49... Cf8??, salvando al caballo atacado y atacando la torre blanca. Pero después de los 50 de Karpov. Cf5!! (diagrama de la derecha), Csom dimitió. El GM John Emms explica: "Las negras están emparejadas en todas las variantes; por ejemplo: 50... exf5 51. Sigue Dh2+ Rg8 52.Dg3+ y Dg7#; 50...Cxd7 51.Dh2+ Rg8 52.Dg3+ Rh8 53.Dg7#; 50...Cf4 51.Th7+ Cxh7 52.Dg7#."  ¡¡Emms considera 50.Cf5!! uno de "los movimientos de ajedrez más asombrosos de todos los tiempos",  mientras que Tim Krabbé lo llama uno de los "movimientos más fantásticos jamás jugados". En lugar de 49...Cf8??, Csom podría haber ganado con 49... Cg5! Ahora 50. Cf5!? se respondería con 50...exf5 51.Dh2+ Rg8 52. Dh6 Te1+ 53. Rh2 (53.Rf2 Df3#) 53... Th1+! 54. Rxh1 Cf4+ 55. Td5 Cxd5 y gana. Si en cambio 50. Ch5!? Tg8 51. Cxf6 (o 51.Tg7 Ch4) Ch4! amenazando 52... Dg2# (tenga en cuenta que las blancas no pueden forzar el mate con 52.Th7+, ya que 52...Cxh7 da jaque descubierto por la torre).
Karpov perpetró otra estafa similar en la partida 17 de su partido por el campeonato mundial de 1978 contra Viktor Korchnoi. Bent Larsen escribió en su libro sobre el partido que Korchnoi "perdió una posición que parecía imposible perder". Korchnoi ha tenido una gran ventaja durante la mayor parte del juego, que Karpov ha estado tratando desesperadamente de empatar. Desde la posición más a la izquierda, Yasser Seirawan recomienda 34. Te7 seguido de Td1+, cuando Korchnoi "todavía podía haber esperado evitar que las fuerzas negras se coordinaran".  En cambio, Korchnoi jugó 34. Tf4+?!, que Karpov se reunió con los sorprendentes 34... ¡Ce4!, entregando su último peón. Ahora Seirawan señala que después de los 35. Txh7 Cd2!, Las negras tendrían la intención... Rxa4 y... Re3 para acosar al rey blanco, y la torre blanca en f4 quedaría en una posición incómoda para la defensa.  En cambio, Korchnoi jugó 35. Td7+ Re3 36. Tf3+ Re2 37. Txh7 Ccd2! Una jugada diabólica que, de hecho, animó a Korchnoi a conservar su peón a. 38. ¡¿Ra3?! Seirawan sugiere que Korchnoi podría haber forzado con seguridad una posición empatada con 38. Thf7 Txa4 39.h3 Cxf3+ 40. Txf3.  38... Tc6! ¡Ahora Seirawan recomienda 39.g3! Cf3+ 40. Txf3 (en lugar de 40.Rg2 Ce1+ 41.Rh1 Tb1) 40... Rxf3 41. Tf7+, de nuevo con una posición empatada.  En cambio, Korchnoi, con problemas de tiempo, jugó el 39 natural. Ra1?? Cf3+!! 0-1 (diagrama de la derecha) Un final horrible: las negras se aparean con 40. Rh1 Cf2# o 40.gxf3 Tg6+ 41. Rh1 Cf2#. Esta partida fue fundamental para el resultado del partido, ya que Karpov ganó por el margen más estrecho posible: 6 victorias a 5, con 21 empates.
El partido de Miles contra el MI tunecino Slim Bouaziz en el Interzonal de Riga de 1979 (ver diagrama más a la izquierda), es un buen ejemplo del uso de un ataque de mate sorpresa para estafar una victoria desde una posición perdida. El juego muestra una sutil preparación psicológica para una estafa por parte del estafador y un exceso de confianza mortal por parte del "estafado". Bouaziz ha superado completamente a Miles y está al borde de una gran sorpresa. Bouaziz tiene una torre de ventaja por un alfil y tiene un plan simple: coronar su peón c. El rey blanco tiene algunas corrientes de aire, pero parece estar bien defendido por la dama blanca y los peones agrupados a su alrededor. El juego continuó 40... Th1 Barajando sin rumbo con su torre, o eso parece. Ahora 41. Txh5! Realmente habría dejado a las negras en una posición desesperada, pero las blancas no vieron la necesidad. 41.c6 h4! Por supuesto, el peón es inmune ( 42.Dxh4?? Pg1#). Las blancas ven que en 42.c7, tienen que preocuparse por 42... Txh3!? 43. Rxh3 Dh1+ 44. Dh2 Dxf3+. Todavía podría ganar con 45. Rxh4 Ae7+ 46.g5 De4+ 47. Rg3! De3+ 48. Kg2! De4+ 49. Rf1! Df3+ 50. Tf2!, pero, comprensiblemente, prefiere evitar este tipo de complicaciones. 42. Rcd2! Ahora las blancas pueden afrontar 42... Txh3? con 43. Td1! Tg3+ 44. Dxg3 y gana. El partido se suspendió aquí.  Después del receso, el juego continuó: 42... Tc1 43. Tc2 Db1! Ahora 44. Txc1 Dxc1 dejaría a las blancas en apuros para salvar su peón c y proteger a su rey contra un posible jaque perpetuo. 44. Rdd2! Th1! (ver diagrama de la derecha) Aquí, David Hooper y Kenneth Whyld escriben: "Esta jugada tiene los ingredientes de una buena estafa: apenas existe una alternativa efectiva; la torre ha visitado h1 antes, de manera ineficaz; y la jugada llega algún tiempo después La partida de las negras quedó 'irremediablemente perdida'".  45.c7?? Como señalan Hooper y Whyld, 45.g5!, dándole al rey blanco una casilla de vuelo, aun así habría ganado fácilmente. El GM Lev Polugaevsky e Igor Damsky señalan otra victoria: 45. Td8 Txh3 ( 45...Tc1 46.Txf8+ Rxf8 47.Dc5+ y 48.Txc1) 46. Rxh3 Dh1+ 47. Dh2 Dxf3+ 48. Rxh4 Df6+ 49.g5 Dxd8 50. Td2.  45... Txh3!! Las blancas de repente se encuentran en serios problemas, con las negras amenazando 46... Dh1#. Si las blancas hubieran apreciado el peligro, aún podrían haber empatado con 46. Df1! Tg3+ 47. Rf2 Txf3+ 48. Rxf3 Dxf1+ 49. Re4 y con el peón blanco tan avanzado, las negras no tienen nada mejor que un empate por jaque perpetuo.  Sin darse cuenta de la gravedad de su situación, las blancas jugaron 46. Rxh3?? Dh1+ 47.Dh2 Dxf3+ 48. Rxh4 Ae7+ 49.g5 49. Rh5 g6+ 50. Rh6 De3+ fuerza el mate. 49... Axg5+! 0-1 Demasiado tarde, Bouaziz vio los 50. Rxg5 f6+ 51. Rh4 g5#! (o 51.Rg6 Dg4#!). 
David Bronstein, en su inmortal partida perdedora, intentó valientemente pero sin éxito estafar a Bogdan Śliwa con un ataque de mate sorpresa.

### Obispos de colores opuestos
|       |       |       |       |    |       |       |    |    |  |
|       | a8    | b8 nd | c8 kd | d8 | e8    | f8    | g8 | h8 |  |
| a7    | b7    | c7    | d7 bd | e7 | f7    | g7    | h7 |    |  |
| a6    | b6    | c6 pd | d6    | e6 | f6    | g6 pd | h6 |    |  |
| a5    | b5    | c5    | d5    | e5 | f5    | g5 pl | h5 |    |  |
| a4 bl | b4 pl | c4    | d4 kl | e4 | f4 bl | g4    | h4 |    |  |
| a3    | b3    | c3    | d3    | e3 | f3    | g3    | h3 |    |  |
| a2    | b2    | c2    | d2    | e2 | f2    | g2    | h2 |    |  |
| a1    | b1    | c1    | d1    | e1 | f1    | g1    | h1 |    |  |
|       |       |       |       |    |       |       |    |    |  |

A veces, un jugador que está atrasado en material puede escapar a un final con alfiles de colores opuestos, es decir, donde un jugador tiene un alfil que se mueve sobre casillas blancas y el otro jugador un alfil que se mueve sobre casillas negras. En tales finales, el bando superior a menudo es incapaz de ganar con dos o incluso tres peones de más. En el diagrama de la derecha se ve un ejemplo de estafa basada en conseguir alfiles de colores opuestos. El gran maestro Mark Taimanov, jugando con blancas, tiene una posición ganadora porque su bishop pair es muy fuerte, su rey es más activo y los peones negros son débiles. Las blancas podrían ganar con 1. Ac2! Ae8 2. Axb8 Rxb8 3. Re5 seguido de Rf6, ganando el peón g de las negras y la partida, o 1... Na6 2. Ad6. Taimanov vio esta línea, pero pensó que el orden en el que jugó Ac2 y Axb8 no importaba. Jugó 1. Axb8?, esperando transponer a la línea anterior después de 1... Rxb8 2. Ac2 Ae8 3. Re5. Bronstein lo sorprendió con 1... c5+!! 2. Rxc5 Axa4, lo que resulta en un final empatado de alfiles de colores opuestos. Después de que las blancas mueven su alfil principal, las negras pueden jugar 3... Rb7 seguido de 4... Ac2; entonces las negras pueden mantener a su rey en b7 para siempre, bloqueando el peón blanco, y desplazar su alfil a lo largo de la diagonal b1-f5 para defender su propio peón.          
|       |    |       |       |    |       |       |       |    |  |
|       | a8 | b8    | c8 rd | d8 | e8    | f8    | g8 kd | h8 |  |
| a7    | b7 | c7    | d7    | e7 | f7 pd | g7 pd | h7 pd |    |  |
| a6 pd | b6 | c6    | d6    | e6 | f6    | g6    | h6    |    |  |
| a5    | b5 | c5    | d5    | e5 | f5 qd | g5    | h5    |    |  |
| a4    | b4 | c4 bl | d4 pl | e4 | f4    | g4    | h4    |    |  |
| a3 bd | b3 | c3    | d3    | e3 | f3    | g3 pl | h3    |    |  |
| a2 pl | b2 | c2 rl | d2    | e2 | f2 pl | g2    | h2 pl |    |  |
| a1    | b1 | c1    | d1    | e1 | f1 ql | g1 kl | h1    |    |  |
|       |    |       |       |    |       |       |       |    |  |

El gran maestro holandés Jan Hein Donner estafó al futuro campeón mundial Bobby Fischer de manera similar en el segundo torneo de la Copa Piatigorsky (si Fischer hubiera ganado, habría empatado con Boris Spassky en el primer lugar). En la posición de la derecha las negras, un peón detrás, acaban de jugar 29... Df5, atacando la torre blanca y esperando el obvio 30. Ad3? que a primera vista parece ganar un segundo peón, por ejemplo 30... Dd7 31. Txc8+ Dxc8 32. Axa6. Fischer efectivamente jugó esto, pero Donner respondió con 30... Txc2! 31. Axf5 Tc1, cuando el "intercambio de damas conduce a un empate muerto" en un final con peón de alfiles de colores opuestos. (En cambio, Fischer podría haber aumentado su ventaja con 30.Db1! amenazando con una ganancia decisiva de material con 31.Axf7+! Rxf7 (o 31...Dxf7 32.Txc8+) 32. Db7+ (o incluso 32.Tc7+ Txc7 33.Dxf5). 30... Txc4? perdería material a 31. Db8+.  Fischer aceptó el empate al 32. Dxc1 Axc1 33. Rf1 Rf8 34. Re2 h6.

### Insuficiencia material
A veces, un jugador que está atrasado en material puede lograr un empate intercambiando o sacrificando todos los peones del oponente, dejando una posición (por ejemplo, dos caballos contra un rey solitario) donde el lado superior todavía tiene una ventaja material pero no puede. forzar jaque mate. (Hablando propiamente, esto puede ser o no una "estafa", dependiendo de si el lado superior perdió una victoria clara antes.) El lado inferior a veces también es capaz de lograr un final que teóricamente todavía está perdido, pero donde la victoria está difícil y puede estar más allá de las capacidades del oponente; por ejemplo, alfil y caballo versus rey solitario; reina contra torre; dos caballos contra peón, lo que a veces es una victoria para los caballos; o dos alfiles contra caballo.
|    |       |    |    |    |       |       |       |    |  |
|    | a8 rd | b8 | c8 | d8 | e8    | f8    | g8    | h8 |  |
| a7 | b7    | c7 | d7 | e7 | f7    | g7    | h7    |    |  |
| a6 | b6    | c6 | d6 | e6 | f6    | g6    | h6    |    |  |
| a5 | b5    | c5 | d5 | e5 | f5 bd | g5 kd | h5    |    |  |
| a4 | b4    | c4 | d4 | e4 | f4    | g4    | h4    |    |  |
| a3 | b3    | c3 | d3 | e3 | f3 bl | g3    | h3    |    |  |
| a2 | b2    | c2 | d2 | e2 | f2 rl | g2 pl | h2 pl |    |  |
| a1 | b1    | c1 | d1 | e1 | f1    | g1 kl | h1    |    |  |
|    |       |    |    |    |       |       |       |    |  |

|       |       |    |       |       |    |       |    |    |  |
|       | a8    | b8 | c8    | d8 bd | e8 | f8 bl | g8 | h8 |  |
| a7    | b7    | c7 | d7    | e7    | f7 | g7    | h7 |    |  |
| a6    | b6    | c6 | d6    | e6    | f6 | g6    | h6 |    |  |
| a5    | b5    | c5 | d5 kd | e5    | f5 | g5    | h5 |    |  |
| a4 pl | b4 pl | c4 | d4    | e4    | f4 | g4    | h4 |    |  |
| a3    | b3    | c3 | d3    | e3    | f3 | g3    | h3 |    |  |
| a2    | b2    | c2 | d2    | e2    | f2 | g2 kl | h2 |    |  |
| a1    | b1    | c1 | d1    | e1    | f1 | g1    | h1 |    |  |
|       |       |    |       |       |    |       |    |    |  |

|    |    |    |       |       |       |       |       |    |  |
|    | a8 | b8 | c8    | d8    | e8    | f8 kd | g8    | h8 |  |
| a7 | b7 | c7 | d7 rl | e7    | f7    | g7    | h7    |    |  |
| a6 | b6 | c6 | d6    | e6    | f6    | g6 pd | h6 pd |    |  |
| a5 | b5 | c5 | d5    | e5 bd | f5 pd | g5    | h5    |    |  |
| a4 | b4 | c4 | d4    | e4    | f4    | g4    | h4    |    |  |
| a3 | b3 | c3 | d3    | e3    | f3 kl | g3    | h3    |    |  |
| a2 | b2 | c2 | d2    | e2    | f2    | g2    | h2    |    |  |
| a1 | b1 | c1 | d1    | e1    | f1    | g1    | h1    |    |  |
|    |    |    |       |       |       |       |       |    |  |

El diagrama de arriba a la izquierda, una composición de 1623 de Gioachino Greco, muestra un ejemplo sencillo de cómo forzar un empate por insuficiencia material. Las negras, aunque tienen dos peones de menos, empatan fácilmente con 1... Ra1+ 2. Tf1 Txf1+ 3. Rxf1 Ah3! Entonces 4.gxh3 es un empate de libro estándar, ya que el alfil de las blancas es del "color equivocado" de los peones de la torre (es decir, se mueve en las casillas de color opuesto al de la casilla de reina de los peones) y por lo tanto nunca puede expulsar a las negras. rey desde la esquina h8. En otras jugadas, las negras jugarán 4... Axg2!, dejando nuevamente a las blancas con un peón de torre y un alfil del color equivocado. Las negras implementaron esta idea en el juego real en Carlsen –Aarland, final del Campeonato de Noruega de 2002. En el diagrama del medio arriba, Aarland jugó 52... ¡¡Aa5!! 53.bxa5 Rc6, y el futuro campeón del mundo tuvo que aceptar las tablas unos cuantos movimientos más tarde.

White hizo un dibujo similar en Parr-Farrand, Inglaterra, 1971. Según el diagrama de arriba a la derecha, el juego continúa 1. Td5 Af6 2. Txf5! En 2... gxf5 3. Rf4, el rey blanco capturará el peón f de las negras, luego se retirará a h1, alcanzando un empate con el alfil y rook pawn de color opuesto. En cambio, las negras intentaron 2... Re7 3. Tb5 Re6, "pero pronto tuvo que admitir que el empate era inevitable".
|    |    |       |       |       |       |    |    |    |  |
|    | a8 | b8    | c8    | d8    | e8    | f8 | g8 | h8 |  |
| a7 | b7 | c7    | d7    | e7    | f7    | g7 | h7 |    |  |
| a6 | b6 | c6    | d6    | e6 kd | f6    | g6 | h6 |    |  |
| a5 | b5 | c5 pd | d5 pd | e5 nd | f5    | g5 | h5 |    |  |
| a4 | b4 | c4 nd | d4    | e4    | f4    | g4 | h4 |    |  |
| a3 | b3 | c3 nl | d3    | e3    | f3    | g3 | h3 |    |  |
| a2 | b2 | c2    | d2    | e2 kl | f2 nl | g2 | h2 |    |  |
| a1 | b1 | c1    | d1    | e1    | f1    | g1 | h1 |    |  |
|    |    |       |       |       |       |    |    |    |  |

|    |    |    |    |       |       |       |       |    |  |
|    | a8 | b8 | c8 | d8    | e8    | f8    | g8    | h8 |  |
| a7 | b7 | c7 | d7 | e7    | f7    | g7    | h7    |    |  |
| a6 | b6 | c6 | d6 | e6    | f6 kd | g6 bl | h6    |    |  |
| a5 | b5 | c5 | d5 | e5    | f5    | g5 nl | h5    |    |  |
| a4 | b4 | c4 | d4 | e4    | f4 pl | g4 pl | h4 pl |    |  |
| a3 | b3 | c3 | d3 | e3 kl | f3    | g3    | h3    |    |  |
| a2 | b2 | c2 | d2 | e2    | f2    | g2 rd | h2    |    |  |
| a1 | b1 | c1 | d1 | e1    | f1    | g1    | h1    |    |  |
|    |    |    |    |       |       |       |       |    |  |

|    |    |    |    |       |    |       |       |    |  |
|    | a8 | b8 | c8 | d8    | e8 | f8    | g8    | h8 |  |
| a7 | b7 | c7 | d7 | e7    | f7 | g7 kd | h7    |    |  |
| a6 | b6 | c6 | d6 | e6 kl | f6 | g6    | h6 nd |    |  |
| a5 | b5 | c5 | d5 | e5    | f5 | g5 pl | h5    |    |  |
| a4 | b4 | c4 | d4 | e4 bl | f4 | g4    | h4    |    |  |
| a3 | b3 | c3 | d3 | e3    | f3 | g3    | h3    |    |  |
| a2 | b2 | c2 | d2 | e2    | f2 | g2    | h2 pl |    |  |
| a1 | b1 | c1 | d1 | e1    | f1 | g1    | h1    |    |  |
|    |    |    |    |       |    |       |       |    |  |

Schmidt-Schaefer, Rheinhessen 1997 (diagrama arriba a la izquierda), es otro ejemplo sencillo. Las negras han conectado peones pasados, pero si las blancas pueden sacrificar sus caballos por ellos, pueden llegar al final de dos caballos empatados contra un rey solitario. Así, 50. Nfe4! amenazó con capturar ambos peones con los caballos. 50... dxe4 51. Cxe4 Rd5 52. Cxc5! también lograría ese objetivo. Las negras intentaron 50... d4, pero accedió al empate tras 51. Cxc5+ Rd6 52. Cb5+! Rxc5 53. Cxd4!
Estos casos también se pueden observar en partidas entre máquinas de ajedrez. En Bagatur 1.3a 64-bit–Fischerle 0.9.65 64-bit, CCRL 40/40 2015, en lugar de capturar el alfil (57...Rxg6), las negras jugaron 57... Txg4. En lugar de retirar el alfil, las blancas respondieron 58.h5? Después de la respuesta de las negras 58... Txg5!, la partida concluyó 59.fxg5 Rxg5 ½–½. Las blancas no pueden promocionar su peón porque se quedan con un alfil del color equivocado y el rey negro llega a tiempo a la casilla h8. Por supuesto, más que representar un caso de estafa propiamente dicho, la decisión de Fischerle de jugar 57... Txg4 en lugar de 57... Rxg6 se basa en consideraciones generales sobre la peligrosidad de los peones pasados conectados. De hecho, para que un motor de ajedrez pueda estafar en un sentido más estricto, requiere un modelo de oponente que le permita explotar las debilidades relativas de su adversario particular, permitiendo una evaluación asimétrica para realizar un juego especulativo.

Podría decirse que los cinco ejemplos anteriores no son verdaderas estafas, sino más bien la explotación por parte del lado inferior de un recurso defensivo disponible en la posición. Sin embargo, Chandler – Susan Polgar, Biel 1987, (diagrama arriba a la derecha), es una estafa auténtica. Polgar acaba de disputar 53... Ch6!? (de g8), jugando de forma transparente por un empate de peón de torre y alfil del color equivocado. El GM Chandler jugó amablemente 54.gxh6+??, esperando 54... Rxh6 55. Rf6! cuando ganará porque las negras no pueden llevar su rey a h8. Polgar, sin embargo, respondió 54... Rh8! con el sorteo estándar. La posesión de un segundo peón h por parte de las blancas es irrelevante, y la partida concluyó 55. Ad5 Rh7 56. Rf7 Rh8! ½–½
|    |       |       |       |       |       |    |    |    |  |
|    | a8    | b8    | c8 kl | d8    | e8 bd | f8 | g8 | h8 |  |
| a7 | b7    | c7    | d7    | e7    | f7    | g7 | h7 |    |  |
| a6 | b6 qd | c6    | d6 kd | e6    | f6    | g6 | h6 |    |  |
| a5 | b5    | c5 nd | d5    | e5    | f5    | g5 | h5 |    |  |
| a4 | b4    | c4 pd | d4    | e4    | f4    | g4 | h4 |    |  |
| a3 | b3    | c3    | d3    | e3 nl | f3    | g3 | h3 |    |  |
| a2 | b2 nd | c2    | d2    | e2    | f2    | g2 | h2 |    |  |
| a1 | b1 rl | c1    | d1    | e1    | f1    | g1 | h1 |    |  |
|    |       |       |       |       |       |    |    |    |  |

|    |       |       |       |       |       |    |    |    |  |
|    | a8    | b8    | c8    | d8 kl | e8 bd | f8 | g8 | h8 |  |
| a7 | b7    | c7    | d7    | e7    | f7    | g7 | h7 |    |  |
| a6 | b6 nd | c6    | d6 kd | e6    | f6    | g6 | h6 |    |  |
| a5 | b5    | c5 nd | d5    | e5    | f5    | g5 | h5 |    |  |
| a4 | b4    | c4    | d4    | e4    | f4    | g4 | h4 |    |  |
| a3 | b3    | c3    | d3    | e3    | f3    | g3 | h3 |    |  |
| a2 | b2    | c2    | d2    | e2    | f2    | g2 | h2 |    |  |
| a1 | b1    | c1    | d1    | e1    | f1    | g1 | h1 |    |  |
|    |       |       |       |       |       |    |    |    |  |

La posición de arriba a la izquierda, la conclusión de un estudio de finales realizado por el maestro estadounidense Frederick Rhine, proporciona un ejemplo más complicado de cómo forzar un empate por insuficiencia material. Las blancas empatan con 5. Cxc4+! Cxc4 Si 5... Rc6 6. Cxb6 Rxb6 7. Txb2+, la torre de las blancas empata fácilmente contra el caballo y el alfil de las negras. 6. Txb6+ Ahora el mejor intento de las negras es 6... Rd5! o 6... Re7!, cuando el final de torre contra dos caballos y un alfil es un empate teórico bien establecido. Cuanto más naturales 6... Cxb6+ conduce a un sorprendente empate después de 7. Rd8! (diagrama arriba), cuando cualquier movimiento del alfil estanca a las blancas y cualquier otro movimiento permite 8. Rxe8, cuando los dos caballos no pueden forzar el jaque mate.

### Construyendo una fortaleza
Construir una fortaleza es otro método para salvar una posición que de otro modo se perdería. A menudo se ve en el final, por ejemplo en finales con alfiles de colores opuestos (ver arriba).
En Arshak Petrosian –Hazai, Schilde 1970 (posición más a la izquierda), las negras tienen un final difícil, ya que las blancas pueden atacar y ganar su peón a por la fuerza, y no tienen counterplay. Al darse cuenta de lo difícil que era su posición, las negras intentaron el sorprendente 45... Db6 !? White respondió con el obvio 46. Cxb6+?, pero esto fue en realidad un error crítico, que permitió a las negras establecer una fortaleza. Las blancas deberían haber llevado a cabo su plan de ganar el peón a de las negras, por ejemplo con 46. Dc1 (amenazando 47.Cxb6+ cxb6 48. h4! gxh4 49.Dh1 y Dh3, ganando) Da7 47. Dd2 seguido de Rb3, Cc3, Ka4 y Na2 – c1 – b3. 46... cxb6 Ahora las negras amenazan 47... h4, bloqueando todo el tablero con sus peones, por lo que las blancas intentan abrir la posición. 47.h4 gxh4 48. Dd2 h3! 49.gxh3 De lo contrario 49... h2 empata. 49...h4! (diagrama del extremo derecho) Las negras han establecido su fortaleza y ahora pueden empatar moviendo su rey. La única forma en que las blancas podrían intentar traspasar la fortaleza sería sacrificando la dama en algún momento. En los seis movimientos restantes de la partida, las negras movieron su rey entre b7 y a7, donde estarían en buena posición para lidiar con un peón b pasado (después de Dxa5) o un peón d pasado (después de Dxe5). Como las blancas no tenían forma de avanzar, los jugadores acordaron empatar. [lower-alpha 3]
En Ivanov- Dolmatov, Novosibirsk 1976 (diagrama más a la izquierda), las negras, con una exchange en el final, aparentemente tenían una posición desesperada. Desesperado, intentó 1... e3! Blanco respondió 2. Txb4?? Amatzia Avni escribió: "Sorprendentemente, esta codiciosa recolección de más ganancias materiales desperdicia la victoria. Después de 2.fxe3, las negras probablemente renunciarían". Siguieron 2... e2 3. Te4 Axf5 4.gxf5 h4!! (diagrama más a la derecha). A pesar de la torre extra de las blancas, la posición está empatada: su torre debe permanecer en la columna e para evitar que el peón negro conquiste dama, mientras su rey está atrapado en la esquina. 5. Tg4+ puede ser respondido por 5... Rf7 (no 5...Rh6?? 6.Txh4+) 6. Te4 y ahora 6... h3, o cualquier movimiento del rey, mantiene las tablas

### Zugzwang
Zugzwang, aunque utilizado con mayor frecuencia por el lado superior, a veces está disponible como una técnica de estafa para el lado inferior. Chigorin-Schlechter es uno de esos ejemplos.
|       |    |       |    |       |    |    |    |    |  |
|       | a8 | b8    | c8 | d8    | e8 | f8 | g8 | h8 |  |
| a7    | b7 | c7    | d7 | e7    | f7 | g7 | h7 |    |  |
| a6    | b6 | c6    | d6 | e6 kl | f6 | g6 | h6 |    |  |
| a5    | b5 | c5 pd | d5 | e5    | f5 | g5 | h5 |    |  |
| a4 kd | b4 | c4 pl | d4 | e4    | f4 | g4 | h4 |    |  |
| a3    | b3 | c3    | d3 | e3    | f3 | g3 | h3 |    |  |
| a2    | b2 | c2    | d2 | e2    | f2 | g2 | h2 |    |  |
| a1    | b1 | c1    | d1 | e1    | f1 | g1 | h1 |    |  |
|       |    |       |    |       |    |    |    |    |  |

|    |       |       |       |    |    |    |    |    |  |
|    | a8    | b8    | c8    | d8 | e8 | f8 | g8 | h8 |  |
| a7 | b7    | c7    | d7    | e7 | f7 | g7 | h7 |    |  |
| a6 | b6    | c6    | d6    | e6 | f6 | g6 | h6 |    |  |
| a5 | b5    | c5 pd | d5 kl | e5 | f5 | g5 | h5 |    |  |
| a4 | b4 kd | c4 pl | d4    | e4 | f4 | g4 | h4 |    |  |
| a3 | b3    | c3    | d3    | e3 | f3 | g3 | h3 |    |  |
| a2 | b2    | c2    | d2    | e2 | f2 | g2 | h2 |    |  |
| a1 | b1    | c1    | d1    | e1 | f1 | g1 | h1 |    |  |
|    |       |       |       |    |    |    |    |    |  |

En la posición de la izquierda, el natural 1... Rb4 sería un error fatal, convirtiendo una victoria en una derrota después 2. Rd5!, alcanzando la destacada posición de trébuchet (diagrama a la derecha), donde quien está en movimiento pierde, una situación descrita como "zugzwang mutuo de punto completo". En cambio, 1... Rb3! 2. Rd5 Rb4 gana.
|       |       |       |       |       |       |       |       |    |  |
|       | a8    | b8    | c8    | d8    | e8    | f8    | g8 kd | h8 |  |
| a7    | b7    | c7    | d7    | e7    | f7    | g7 pl | h7 rd |    |  |
| a6 pd | b6    | c6    | d6    | e6    | f6 pd | g6 kl | h6 pl |    |  |
| a5 pl | b5    | c5    | d5    | e5    | f5 pl | g5    | h5    |    |  |
| a4    | b4 pd | c4 rd | d4 pd | e4 pd | f4    | g4    | h4    |    |  |
| a3    | b3    | c3 nd | d3 rl | e3 rl | f3    | g3    | h3    |    |  |
| a2    | b2    | c2    | d2    | e2    | f2    | g2    | h2    |    |  |
| a1    | b1    | c1    | d1    | e1    | f1    | g1    | h1    |    |  |
|       |       |       |       |       |       |       |       |    |  |

Un ejemplo extraordinario del uso del zugzwang para salir de un final complicado y perdido ocurrió en la posición de la izquierda. En la jugada anterior, las negras, con una posición fácilmente ganadora, habían jugado 73... d4? (73... b3! gana) y las blancas respondieron 74. Td2-d3!!, cuando las negras, con un caballo de ventaja y tres peones pasados peligrosos, de repente deben luchar por empatar. Tim Krabbé explica que los peones de d4 y e4 están bloqueados y clavados, el caballo está obligado a la defensa de e4, la torre está obligada a la defensa de d4 y el peón de b4 está obligado a la defensa del caballo. Krabbé analiza lo mejor posible para las negras 74...b3! 75. Txd4 Txd4 76. Txc3 Td8 77. Txb3 Te8 78. Te3 Te5 79. Tc3 (79.Rxf6? Txa5 82.Rg6 Ta1 83.f6 Tg1+ gana) Te8 80. Te3 Te5 81. Tc3 y la partida terminará en empate por repetición de movimientos. En cambio, las negras jugaron 74... Cb5? 75. Txe4 Cd6 76. Te6 Tc6 77. Txd4 Txh6+ 78. Rxh6 Cxf5+ 79. Rg6 1-0

### Múltiples temas
Algunas estafas combinan más de uno de estos temas. En Beliavsky – Christiansen, Reggio Emilia 1987–88, Christiansen realizó una estafa magistral, comenzando con un sacrificio de caballo y cuatro sacrificios de reina ofrecidos con la esperanza de un jaque perpetuo, y terminando con un sacrificio de la dama y ambas torres para lograr un punto muerto.. En la posición más a la izquierda del diagrama, el juego de las negras se está desmoronando. Las blancas tienen la iniciativa en todo el tablero. Amenaza el peón negro en f7, y si las negras lo defienden con 29... Nh6, 30. Db6 ganará el peón c de las negras y la partida (si 30...Dd7, 31.Cxf7!). Desesperado, Christiansen contraatacó con el notable 29... Cxf2!? 30. Rxf2 Ta3 31. Axf7+ Rg7 32. De6 Ta2+. Aquí, Byrne señaló en The New York Times que después de los 33. Dxa2 Txa2+ 34. Axa2 Cg4+ 35. Rg1 Da7 36. Ab1 Da3 37. Ad3 Db2 38. Tc2 Dd4+, "Las blancas experimentarán problemas técnicos difíciles". En cambio, el juego continuó 33. Rg1 T8a3!, esperando 34. Dxe7? Txg3+ y la torre da jaque perpetuo a lo largo de la tercera fila. Tampoco 34. Rh1 Txg3! 35. Dxa2 Cg4! apelando a las blancas. Beliavsky prefirió 34. Ce8+! Ahora 34... Cxe8? 35. Dxg6+ da mate al siguiente movimiento, y no hay jaque perpetuo después de 34... Dxe8? 35. Axe8 Txg3+ 36. Kh1. Sin inmutarse, Christiansen jugó 34... Rh6! 35. Cxf6 35. Dxe7 Txg3+ o 35. Dxf6 Dxf6 todavía conduce a un jaque perpetuo. 35...Txg3+ 36. Rh1 Dxf7! Ofreciendo la dama por tercera vez, nuevamente esperando un jaque perpetuo después de 37. Dxf7? Rh3+ o 37. ¿Cg8+? Dxg8! 37. Td7! Las blancas ofrecen su propio sacrificio de dama: si 36... Dxe6, 37. Rh7#! Otra victoria clara fue 37. Cg4+! hxg4 ( 37...Rg7 38.Dxe5+ es aún peor) 38. Dxf7 Th3+ 39. Kg1 Rg3+ 40. Rf1! Rf3+ 41. Dxf3, dejando a las blancas con una torre de ventaja. 37... Dxf6! (ver diagrama de la derecha) Último suspiro de las negras, ofreciendo la dama por cuarta vez. 38. Dxf6?? Las blancas creen que finalmente pueden tomar la dama con seguridad, ya que ahora no hay perpetuo. Las blancas ganan después de 38. Th7+! Rxh7 39. Dxf6 Th3+ 40. Rg1 Tg3+ 41. Rf1 Th3 41. De7+ Rh6 (41...Rg8? 42.De8+ Rh7 43.Dd7+ gana la torre) 42. Dg5+ Rh7 43. Rg1 Raa3 44. Kg2. 38... Th2+! ½–½ Después del 39. Rxh2 Tg2+! 40. Rh3 Tg3+! 41. Rh2 Tg2+! 42. Rh1 Tg1+!, Las negras empatan mediante jaque perpetuo o punto muerto. Noam Elkies observa que se trata de una "estafa en punto muerto aún más impresionante" que la "Estafa del siglo" de Evans-Reshevsky.

## En la cultura popular
En la película Tower Heist, Arthur Shaw (interpretado por Alan Alda) menciona "el Marshall Swindle" en una escena donde Shaw está jugando al ajedrez solo, y el personaje principal de Kovaks (interpretado por Ben Stiller) y otros preguntan dónde su dinero lo es. Shaw menciona específicamente el juego del Master's Tournament de 1912 Levitsky contra Marshall y la estafa en ese juego, que describe como "el mayor movimiento en la historia del ajedrez". Kovaks habla más tarde de este movimiento cuando Shaw es arrestado por fraude al final de la película.